# Oligosoma moco
Oligosoma moco är en ödleart som beskrevs av  Duméril och BIBRON 1839. Oligosoma moco ingår i släktet Oligosoma och familjen skinkar. Inga underarter finns listade i Catalogue of Life.